# Hamartie
Die Hamartie (IPA: [hamaʁˈtiː], anhörenⓘ) oder Hamartia (griechisch ἁμαρτία) bedeutet ursprünglich so viel wie nicht treffen, verfehlen, das Ziel verfehlen bzw. Verfehlung, im Rahmen dieses Artikels begriffen als menschliche Verfehlung im Sinne des antiken Begriffsverständnisses.

## Klassische Tragödie
Im dramaturgischen Sinn meint Hamartia den „Fehltritt“, den Aristoteles dem tragischen Helden der idealen Tragödie zuweist und der diesen im Verlauf der Handlung vom Glück ins Unglück stürzen lässt. Hamartia wurde dabei lange Zeit als moralische Schuld des Helden verstanden, während die Forschung seit den 1950er Jahren den intellektuellen Aspekt der Hamartia betonte. Die neuere Forschung hingegen hebt vermittelnd die Verschränkung von moralischer Schuld und intellektuellem Fehler hervor: Hamartia hänge nicht mit dem Charakter zusammen und sei zwar einerseits nicht bloßer Irrtum, andererseits aber auch keine definitive subjektive Schuld. Die Hamartia erklärt also nicht das Leitmotiv der attischen Tragödie, die aus der Hybris erwachsene „tragische Schuld“. Denn wenngleich Aristoteles auf die Tragiker verweist, so ist der Gegenstand seiner Poetik nicht die attische Tragödie des fünften Jahrhunderts, sondern eine ideale Tragödie. Deshalb forderte schon Ulrich von Wilamowitz-Moellendorff eine Trennung der historischen Interpretation der attischen Tragödie von der normativen und wirkungsästhetisch orientierten Tragödientheorie des Aristoteles.

## Biblische Auffassung
Erst im Neuen Testament wird Hamartia gewichtiger verwendet, es ist hier nicht mehr nur die Verfehlung allein oder eine bestimmte Tat gemeint, sondern stellt die gesamte Schuld dar, die Sünde im Sinne: der Macht der Person (Röm 5,12 ; Gal 3,22 ), der Taten (Apg 2,38 ; 3,19 ; Hebr 1,3 ; 2,17 ), des Wesens aller Menschen (Joh 9,41 ).